# Десублімація
Десублімація — перетворення пари безпосередньо на тверду речовину (минаючи утворення рідини). Процес, зворотний до сублімації.
Десублімація й сублімація — фазові переходи першого роду.
|             |             | До           |             |               |           |
| Тверде тіло | Рідина      | Газ          | Плазма      |               |           |
| Від         | Тверде тіло |              | Плавлення   | Сублімація    |           |
| Від         | Рідина      | Замерзання   |             | Випаровування |           |
| Від         | Газ         | Десублімація | Конденсація |               | Іонізація |
| Від         | Плазма      |              |             | Рекомбінація  |           |